# Ленинский (Улётовский район)
Ле́нинский — посёлок в Улётовском районе Забайкальского края России. Административный центр сельского поселения «Ленинское».

## География
Посёлок находится в юго-западной части района, на левом берегу реки Ингода, на расстоянии примерно 83 км (по прямой) к юго-западу от села Улёты, административного центра района. 

### Климат
Климат характеризуется как резко континентальный с продолжительной холодной малоснежной зимой, тёплым летом и большими перепадами сезонных и суточных температур. Среднегодовая температура воздуха составляет 1,5 — 2 °С. Средняя многолетняя температура самого холодного месяца (января) составляет −24 — −22 °С (абсолютный минимум — −44 °С), температура самого тёплого (июля) — 14 — 16 °С (абсолютный максимум — 38 °С). Среднегодовое количество осадков — 300—500 мм.

### Часовой пояс
Посёлок Ленинский находится в часовой зоне МСК+6. Смещение применяемого времени относительно UTC составляет +9:00.

## История
Основан в 1924 году. До 1991 года — центральная усадьба Арейского лесокомбината. В 2013 году из посёлка был выделена юго-западная часть для образования нового населённого пункта села Старый Ленинск.

## Население
| 2010 | 2012 | 2013 | 2014 | 2015 | 2021 |
| ---- | ---- | ---- | ---- | ---- | ---- |
| 658  | ↘653 | ↘634 | ↘617 | ↘605 | ↘538 |

### Национальный состав
Согласно результатам переписи 2002 года, в национальной структуре населения русские составляли 99 % из 753 чел.

## Инфраструктура
В посёлке действуют средняя школа, клуб, библиотека, сельская участковая больница.